# Orden de magnitud (números)

La escala logarítmica puede representar de forma compacta la relación entre números de diferentes tamaños.

Este artículo contiene números positivos en orden creciente, incluyendo recuento de cosas y entidades, cantidades adimensionales y probabilidades. Cada número se expresa en la escala larga de numeración (utilizada en los países de habla hispana).

## Menores que 10^{−100}

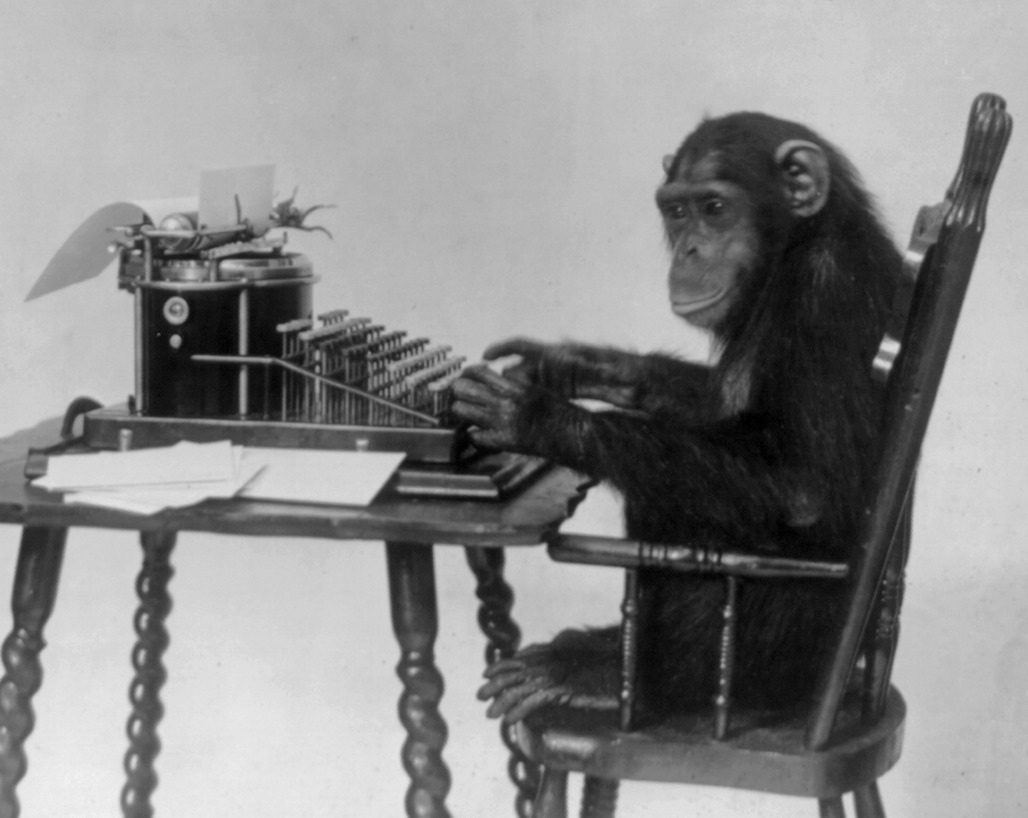
Chimpancé probablemente no mecanografiando Hamlet

## Menores que 10−100
- Matemáticas - Escritura: aproximadamente 10−183.800 es una estimación de la probabilidad que un mono inmortal delante de una máquina de escribir, con la cantidad adecuada de agua, descansos y sueño, escribirá todas las letras de Hamlet a la primera.[1] Sin embargo, teniendo en cuenta la puntuación, el uso de mayúsculas y de espacios, la probabilidad real es mucho más baja: alrededor de 10−360.783.[2]
- Computación: el número 1 × 10-4966 es aproximadamente igual al menor valor positivo distinto de cero que puede ser representado con el formato de coma decimal flotante de precisión cuádruple IEEE.
- Computación: el número 3,6 × 10-4951 es aproximadamente igual al menor valor positivo distinto de vero que puede ser representado con el formato de coma flotante de 80-bit x86 de extensión doble IEEE.
- Computación: el número 1 × 10-398 es igual al menor valor positivo diferente de cero que puede ser representado con el formato de coma decimal flotante de precisión doble IEEE.
- Computación: el número 4,9 × 10-324 es aproximadamente igual al menor valor positivo distinto de cero que puede ser representado con el formato de coma flotante de precisión doble IEEE.

## De 10-100a 10-30
- Computación: el número 1,4 × 10-45 es aproximadamente igual al menor valor positivo distinto de cero que puede ser representado en el formato de coma flotante de precisión simple IEEE.

## 10-30
(0,000000000000000000000000000001; 1000−10; una quintillonésima (parte de uno))

## 10-28
(0,0000000000000000000000000001; cien quintillonésimas)

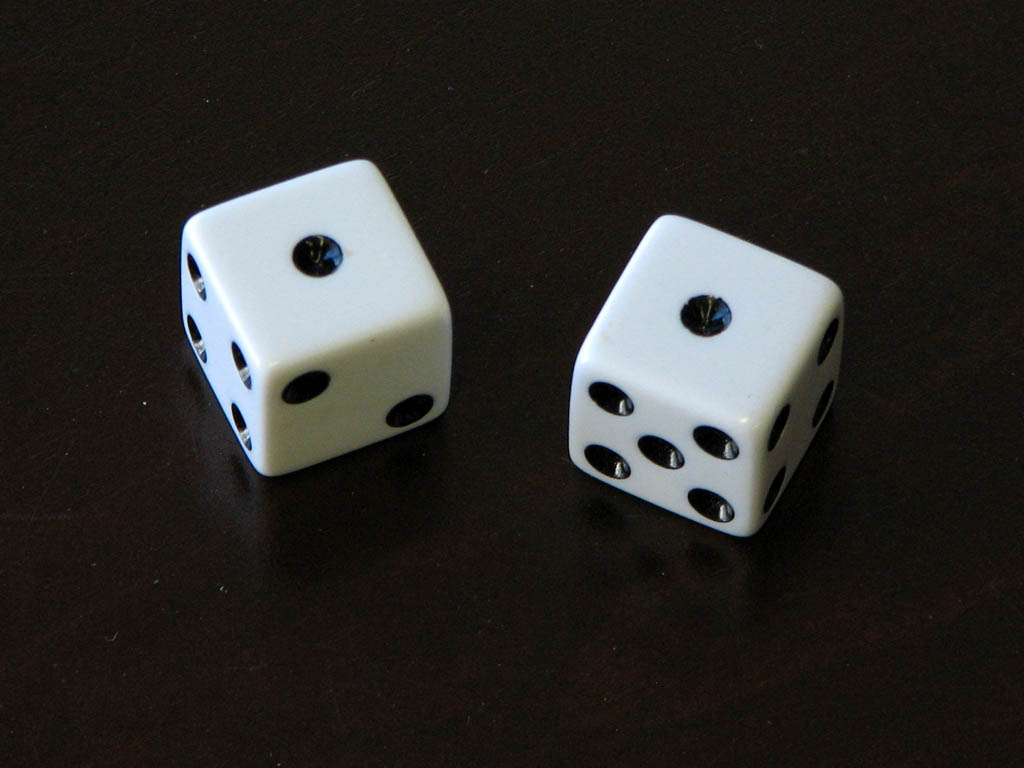
Dos en Craps

- Matemáticas: la probabilidad de que en una partida de bridge los cuatro jugadores tengan un palo completo es aproximadamente 4,47×10-28.[3]

## 10−24
(0,000000000000000000000001; 1000−8; una cuatrillonésima)

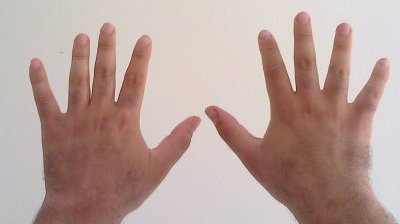
Diez dedos en dos manos humanas

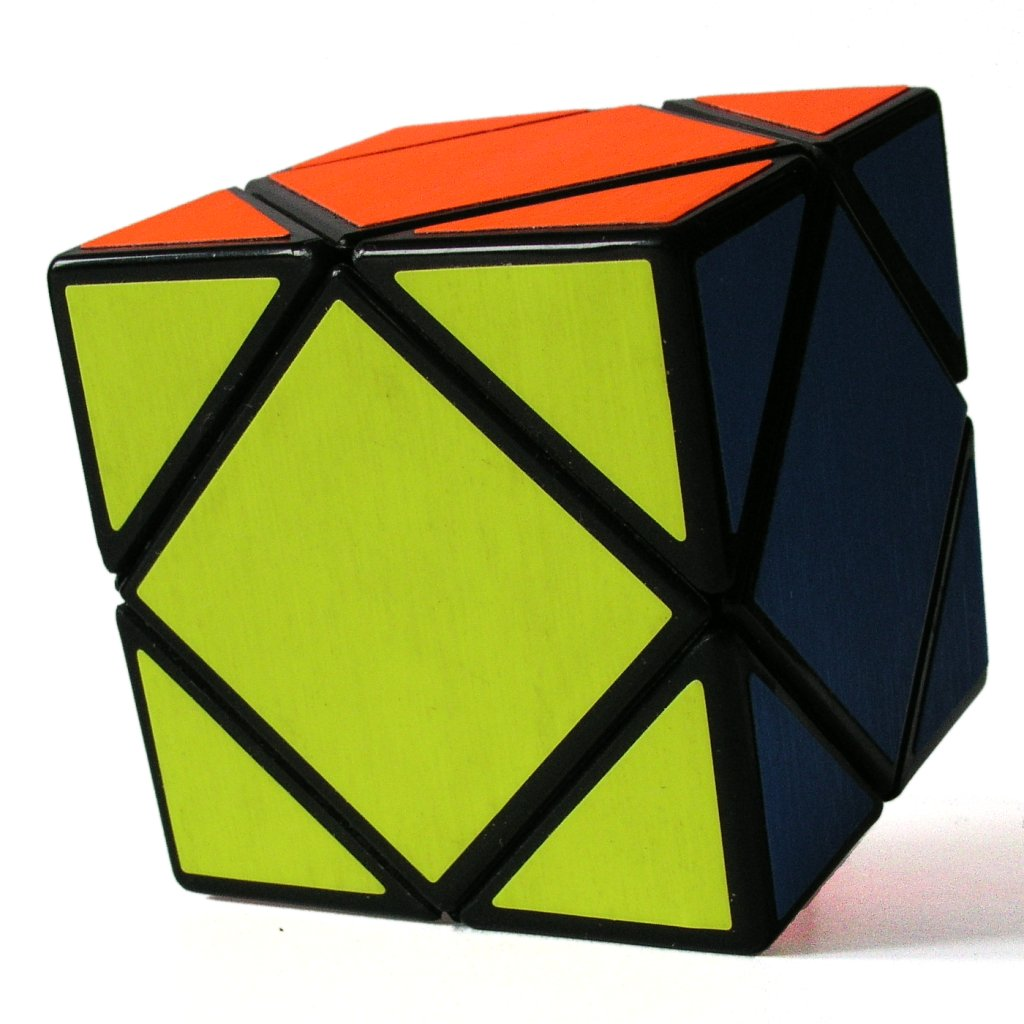
3.149.280 posiciones en el Skewb

El prefijo ISO y del Sistema Internacional para representar esta cantidad es: yocto- (y)

## 10-21
(0,000 000 000 000 000 000 001; 1000-7; una miltrillonésima)
El prefijo ISO y del Sistema Internacional para representar esta cantidad es: zepto- (z)

## 10-19
(0,000 000 000 000 000 000 1; cien miltrillonésimas)
- Matemáticas: la probabilidad de que coincidan 20 de los 20 números en un juego de keno es aproximadamente 2,83 × 10-19.

## 10-18
(0,000 000 000 000 000 001; 1000-6; una trillonésima)
El prefijo ISO y del Sistema Internacional para representar esta cantidad es: atto- (a)

## 10-16
(0,000 000 000 000 000 1; cien trillonésimas)
- Matemáticas: la probabilidad de que al lanzar dos dados, bien equilibrados, salga la pareja de unos, diez veces seguidas, es aproximadamente de 2,74 × 10-16.

## 10-15
(0,000 000 000 000 001; 1000-5; una millbillonésima)
El prefijo ISO y del Sistema Internacional para representar esta cantidad es: femto- (f)

## 10-12
(0,000 000 000 001; 1000-4; una billonésima)
El prefijo ISO y del Sistema Internacional para representar esta cantidad es: pico- (p)

## 10-11
(0,000 000 000 01; diez billonésimas)
- Matemáticas: la probabilidad de que en una partida de bridge un jugador obtenga un palo completo es aproximadamente 2,52 × 10-11 (0,000 000 002 52%).

## 10-10
(0,000 000 000 1; cien billonésimas)
- Biomedicina: la sensibilidad visual humana para la luz de 1000 nm es aproximadamente un 1,0 × 10-10 de la sensibilidad máxima a 555 mn.[4]

## 10-9
(0,000 000 001; 1000-3; una milmillonésima)
El prefijo ISO y del Sistema Internacional para representar esta cantidad es: nano- (n)
- Matemáticas - Lotería: las probabilidades de ganar el Gran Premio (que coincidan los 6 dígitos) en la lotería estadounidense Powerball, con un solo décimo, según las reglas de enero de 2014, son de 175.223.510 a 1, esto es de 5,707 × 10-9 (0,000 000 570 7%).

## 10-8
(0,000 000 01; diez milmillonésimas)
- Matemáticas − Lotería: las probabilidades de ganar el Gran Premio (que coincidan los 6 dígitos) en la lotería australiana Powerball, con un solo décimo, según las reglas de marzo de 2013, son de 76.767.600 a 1, esto es de 1,303 × 10-8 (0,000 001 303%).
- Matemáticas − Lotería: las probabilidades de ganar el gordo (que coincidan los 6 dígitos) en la National Lottery de Reino Unido, con un solo décimo, según las reglas de agosto de 2009, son de 13.983.815 a 1, esto es de 7,151 × 10-8 (0,000 007 151%).

## 10-6
(0,000 001; 1000-2; una millonésima)
El prefijo ISO y del Sistema Internacional para representar esta cantidad es: micro- (μ)

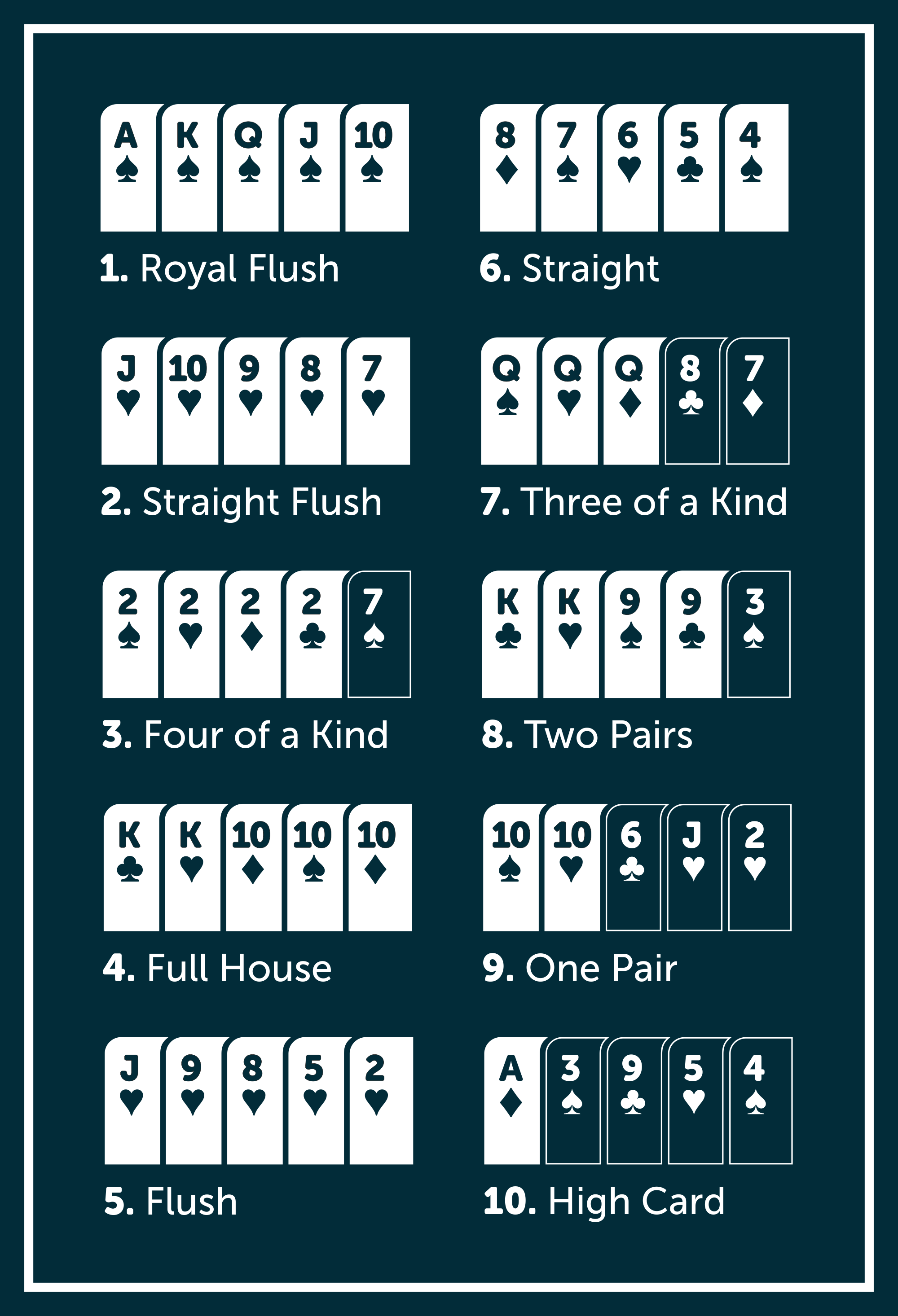
Manos de póquer

- Matemáticas - Póquer: la probabilidad de obtener una escalera real en póquer es de 1 entre 649.739, esto es de 1,5 × 10-6 (0,000 15%).

## 10^{0}

Ocho planetas del sistema solar

## 10-5
(0,000 01; diez millonésimas)
- Matemáticas - Póquer: la probabilidad de obtener una escalera de color (distinta de la escalera real) en póquer es de 1 entre 72.192, esto es de 1,4 × 10-5 (0,001 4%).

## 10-4
(0,000 1; cien millonésimas)
- Matemáticas − Póquer: las probabilidad de obtener un póquer en póquer es de 1 entre 4.164, esto es de 2,4 × 10-4 (0,024%).

## 10-3
(0,000 001; 1000-2; una milésima)
El prefijo ISO y del Sistema Internacional para representar esta cantidad es: mili- (m)
- Matemáticas - Póquer: la probabilidad de obtener un full house en póquer es de 1 entre 693, esto es de 1,4 × 10-3 (0,14%).
- Matemáticas − Póquer: la probabilidad de obtener un color en póquer es de 1 entre 507,8, esto es de 1,9 × 10-3 (0,19%).
- Matemáticas − Póquer: la probabilidad de obtener una escalera en póquer es de 1 entre 253,8, esto es de 4 × 10-3 (0,39%).
- Física: α = 0,007 297 352 568 es la constante de estructura fina.

## 10-2
(0,01; una centésima)
El prefijo ISO y del Sistema Internacional para representar esta cantidad es: centi- (c)
- Matemáticas - Lotería: las probabilidades de ganar cualquier premio en la National Lottery de Reino Unido, con un solo décimo, según las reglas de 2003, son de 54 a 1, esto es de aproximadamente 0,018 (1,8%).
- Matemáticas - Póquer: la probabilidad de obtener un trío en póquer son de 1 entre 46, esto es 0,021 (2,1%).
- Matemáticas - Lotería: las probabilidades de ganar cualquier premio en la lotería estadounidense Powerball, con un solo décimo, según las reglas de 2006, son de 36,61 a 1, esto es 0,027 (2,7%).
- Matemáticas - Póquer: la probabilidad de obtener doble pareja en póquer es de 1 entre 20, esto es 0,048 (4,8%).

## 10-1
(0,1; una décima)
El prefijo ISO y del Sistema Internacional para representar esta cantidad es: deci- (d)
- Historia legal: en la Antigüedad y la Edad Media se estableció el impuesto del 10% al beneficio y la producción; ver diezmo.
- Matemáticas - Póquer: la probabilidad de obtener una pareja en póquer es de 2 entre 5, esto es 0,42 (42%).
- Matemáticas - Póquer: la probabilidad de no obtener ninguna pareja es 1 entre 2, esto es 0,5 (50%).

## 100
(1; uno)

## 101
(10; diez)
El prefijo ISO y del Sistema Internacional para representar esta cantidad es: deca- (da)

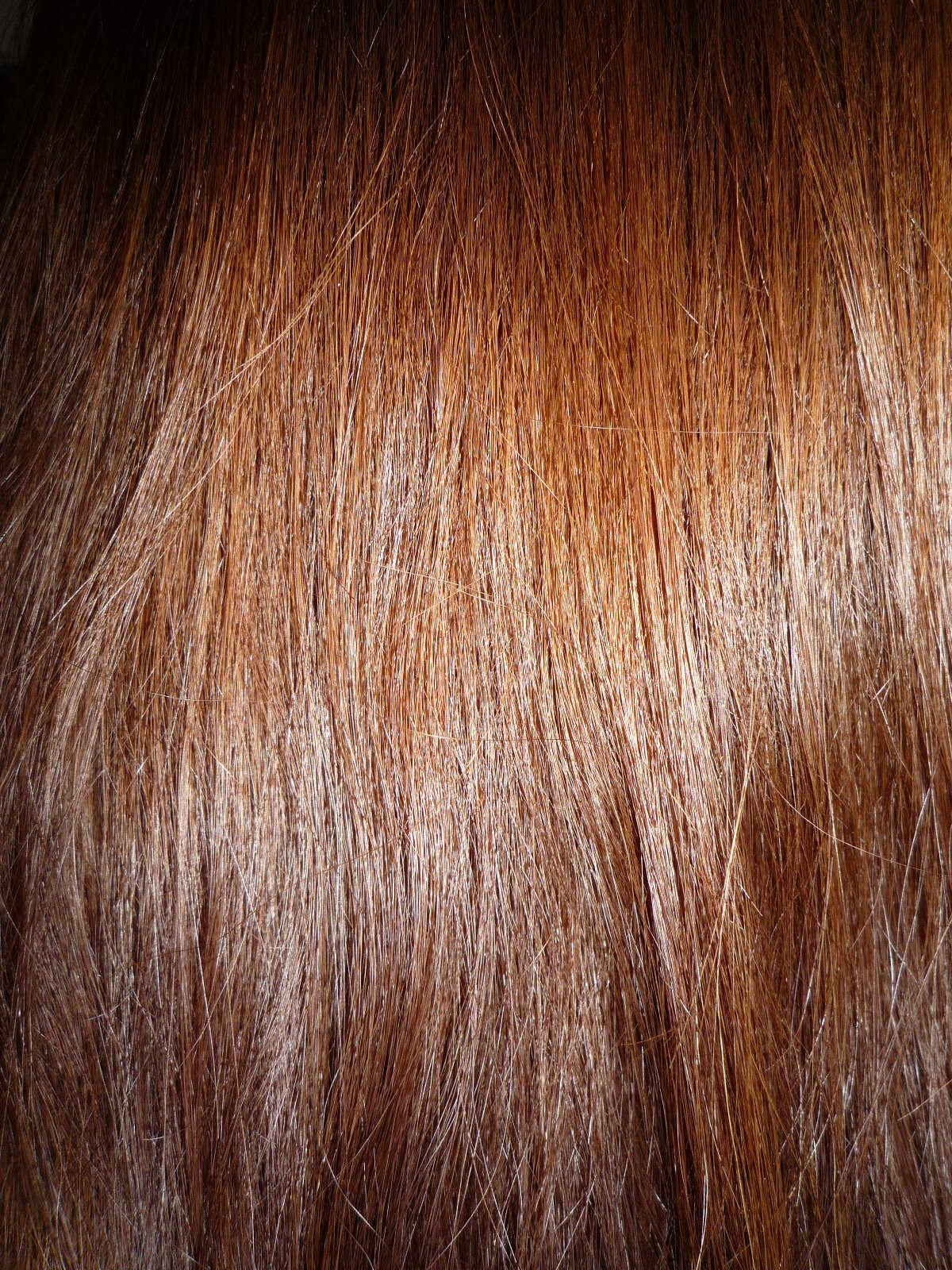
100.000–150.000 pelos en una cabeza humana

- Demografía: la población de Pesnopoy, un pueblo de Bulgaria, era de 10 habitantes en 2007.
- Escala humana: hay diez dedos en un par de manos humanas y otros diez en cada par de pies.et.
- Matemáticas: el sistema de numeración usado en la vida cotidiana es el sistema decimal, que tiene 10 dígitos: 0,1,2,3,4,5,6,7,8,9.
- Matemáticas: el sistema hexadecimal, usado comúnmente en la programación de ordenadores, utiliza 16 dígitos, de los cuales los 6 últimos suelen estar representados por letras: 0, 1, 2, 3, 4, 5, 6, 7, 8, 9, A, B, C, D, E, F.
- Ciencia ficción: el enigma 23 juega un papel crucial en la trama de la trilogía The Illuminatus!, de Robert Shea y Robert Anton Wilson.
- Escritura alfabética: hay 27 letras en el alfabeto español.
- Fonología: existen 47 fonemas en el idioma inglés.
- Fonología: existen 26 fonemas en todas las variedades del español.

## 102
(100; cien)
El prefijo ISO y del Sistema Internacional para representar esta cantidad es: hecto- (h)
- Demografía: la población de la Isla Nassau, perteneciente a las Islas Cook, es de alrededor de 100 habitantes.
- Historia europea: las agrupaciones de 100 casas eran una unidad administrativa común en el norte de Europa.

128 caracteres en el código ASCII

- Computación: hay 128 caracteres en el código ASCII.
- Fonología: el idioma Taa tiene entre 130 y 164 fonemas distintos.
- Ciencias políticas: había 193 miembros de las Naciones Unidas en 2011.
- Demografía: la Ciudad del Vaticano, el país menos poblado, tenía una población de 842 habitantes en julio de 2014.

## 103
(1000; mil)
El prefijo ISO y del Sistema Internacional para representar esta cantidad es: kilo- (k)
- Demografía: la población de la Isla Ascensión es 1.122.
- Escritura: suele haber entre 2.000 y 3.000 letras por página de texto.
- Matemáticas: 2.520 es el múltiplo menos común de los enteros por debajo de 10.
- Historia: 4.200 (república) o 5.200 (imperio) era el tamaño estándar de una legión romana.
- Biomédica: el ADN de los virus más simples tiene unas 5.000 parejas base.
- Idiomas: existen entre 5.000 y 10.000 dialectos humanos actualmente.
- Idiomas: hay 8.674 palabras diferentes en la Biblia hebrea.

## 104
(10000; diez mil o miríada)
- Biomedicina: cada neurona del cerebro humano conecta con otras 10.000 aproximadamente.
- Demografía: la población de Tuvalu era de 10.544 en 2007.
- Idiomas: hay entre 20.000 y 40.000 caracteres chinos.
- Idiomas: cada verbo regular en Cherokee acepta 21.262 flexiones gramaticales.
- Literatura: Miguel de Cervantes utilizó alrededor de 23.000 palabras diferentes en El Quijote.[5]
- Biomedicina: cada ser humano tiene entre 30.000 y 40.000 genes.
- Matemáticas: 65.537 es el mayor número primo de Fermat conocido.
- Memoria: el mayor número de decimales de π que se han recitado de memoria han sido 67.890.
- Idiomas: el Diccionario de la Real Academia Española recoge alrededor de 80.000 palabras en español.[6]

## 105
(100000; cien mil o un lakh)
- Demografía: la población de San Vicente y las Granadinas era de 100.982 en 2009.
- Biomedicina: la cabeza humana tiene de media entre 100.000 y 150.000 pelos.
- Literatura: hay aproximadamente 100.000 versos (shlokas) en el Mahabharata.
- Matemáticas: 225.000 es el número aproximado de entradas en la Enciclopedia Electrónica de Secuencias de Enteros (OEIS por sus siglas en inglés, de On-Line Encyclopedia of Integer Sequences).[7]
- Literatura: hay 267.000 palabras en la obra Ulises de James Joyce.
- Historia: 300.000 personas fueron asesinadas en la Masacre de Nankín.
- Idiomas: el New Oxford Dictionary of English contiene alrededor de 360.000 definiciones de palabras inglesas.
- Literatura: hay 564.000 palabras en la obra Guerra y Paz de León Tolstói.

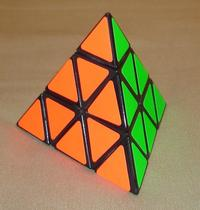
933.120 posiciones en el Pyraminx

- Matemáticas – Pyraminx: hay  933.120 posiciones posibles en el Pyraminx.

## 106
(1000000; 10002; un millón)
El prefijo ISO y del Sistema Internacional para representar esta cantidad es: mega- (M)
- Demografía: la población de Riga, Letonia, era de 1 003 949 en 2004, según Eurostat.
- Biomedicina: el World Resources Institute (Instituto de Recursos Mundiales) afirma que aproximadamente 1,4 millones de especies han sido nombradas, de un total desconocido de especies. Las estimaciones varían desde las 2 a las 100 millones, habiendo algunos científicos que proponen 8,8 millones como la cifra exacta.
- Historia: entre 800 000 y 1 500 000 armenios fueron asesinados durante el Genocidio Armenio.
- Computación: la base de datos CD de freedb tiene alrededor de 1 750 000 entradas diferentes.
- Póquer: hay 2 598 960 manos de cinco cartas diferentes que se pueden obtener a partir de una baraja de 52 cartas.
- Wikipedia: a 15 de junio de 2016, Wikipedia en español tenía 1 263 869 artículos.
- Matemáticas – Skewb: hay 3.149.280 posiciones posibles en el Skewb.

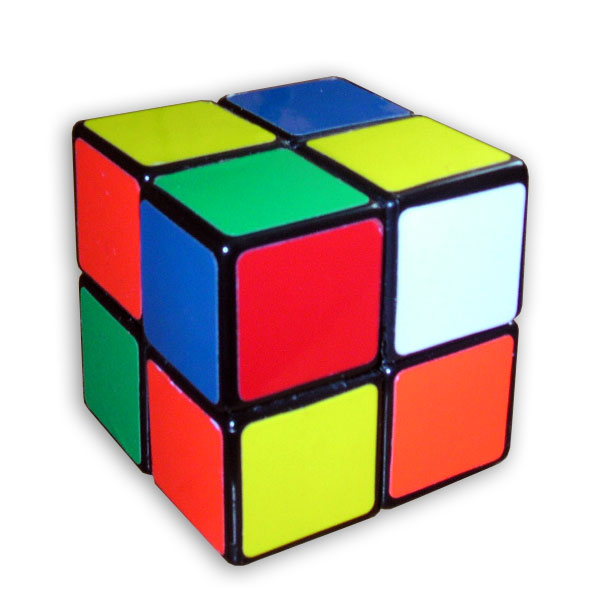
3.674.160 posiciones en el Cubo de bolsillo

- Matemáticas – Cubo de bolsillo: hay 3.674.160 posiciones posibles en el Cubo de bolsillo.
- Historia: entre 5 100 00 y 6 200 000 judíos fueron asesinados durante el Holocausto.

## 107
(10000000; diez millones o un crore)
- Demografía: la población de Haití era de 10 085 214 en 2010.

12.988.816 teselados en dominó posibles de un tablero de ajedrez de 8x8

- Matemáticas: 12 988 816 es el número de parejas de cuadrados que se pueden formar en un tablero de ajedrez de 8x8.
- Computación: hay 16 777 216 colores diferentes que se pueden generar usando el código hexadecimal en HTML (se ha estimado que la versión tricromática del ojo humano solo puede distinguir 1 000 000 de colores).
- Ciencia ficción: en la obra Imperio Galáctico de Isaac Asimov, existen 25 000 000 de planetas habitados todos por humanos.

## 108
(100000000; cien millones)
- Demografía: la población del estado indio de Bihar era 103 804 637 en 2007.
- Libros: la Biblioteca Británica afirma tener alrededor de 150 000 000 de artículos en su colección.
- Páginas web: el sitio web Netcraft estima que existen alrededor de 526 000 000 páginas web distintas.
- Matemáticas: 275 305 224 es el número total de cuadrados mágicos de 5x5 que se pueden crear. Este resultado fue descubierto por Richard Schroeppel en 1973.
- Matemáticas: 358 833 097 es el número de estelaciones del triacontaedro rómbico.
- Astronomía: el Catálogo estelar guía II tiene 998 402 801 entradas sobre diferentes objetos astronómicos.

## 109
(1000000000; 10003; mil millones o un millardo)
El prefijo ISO y del Sistema Internacional para representar esta cantidad es: giga- (G)
- Demografía: la población de África llegó a 1 000 000 000 en algún momento de 2009.
- Demografía: 1 210 000 000 era la población aproximada de la India en 2011.
- Demografía: 1 347 000 000 era la población aproximada de la República Popular de China en 2011.
- Internet: en octubre de 2015 había aproximadamente 1 500 000 000 usuarios activos en Facebook.[8]
- Biomedicina: hay aproximadamente 3×109 parejas base en el genoma humano.
- Idiomas: 3 400 000 000 personas hablan lenguas indoeuropeas, de las cuales, 2 400 000 000 son hablantes nativos y el resto las usan como segunda lengua.
- Matemáticas: 4 294 967 295 (232 - 1) es el producto de los cinco números primos de Fermat conocidos.
- Computación: 4 294 967 296 (232) son las únicas direcciones IP posibles.
- Computación: 4 294 967 296 es el número de bytes en 4 gibibytes, marcando el límite de memoria de los ordenadores de 32-bits.
- Matemáticas: 4 294 967 297 es un número de Fermat y un semiprimo. Además, es el menor número de la forma {\displaystyle 2^{2^{n}}+1} que no es un número primo.

Estimaciones de la población mundial

- Demografía: 7 000 000 000 era la población estimada del planeta el 31 de octubre de 2011.

## 1010
(10000000000; diez mil millones o diez millardos)
- Biomedicina: hay sobre unas 1010 bacterias en la boca humana.[9]
- Computación: había aproximadamente 5,6×1010 páginas web indexadas en Google en 2010.

## 1011
(100000000000; cien mil millones o cien millardos)
- Biomedicina: hay aproximadamente (1±0,2) × 1011 neuronas en el cerebro humano[10]
- Demografía - Historia: aproximadamente (1,2±0,3) × 1011 individuos Homo sapiens han vivido desde la especiación.[11]
- Astronomía: existen del orden de 1011 estrellas en la Vía Láctea.[12]
- Astronomía: existen del orden de 1011 galaxias en el universo observable.[13]

## 1012
(1000000000000; 10004; un billón)
El prefijo ISO y del Sistema Internacional para representar esta cantidad es: tera- (T)

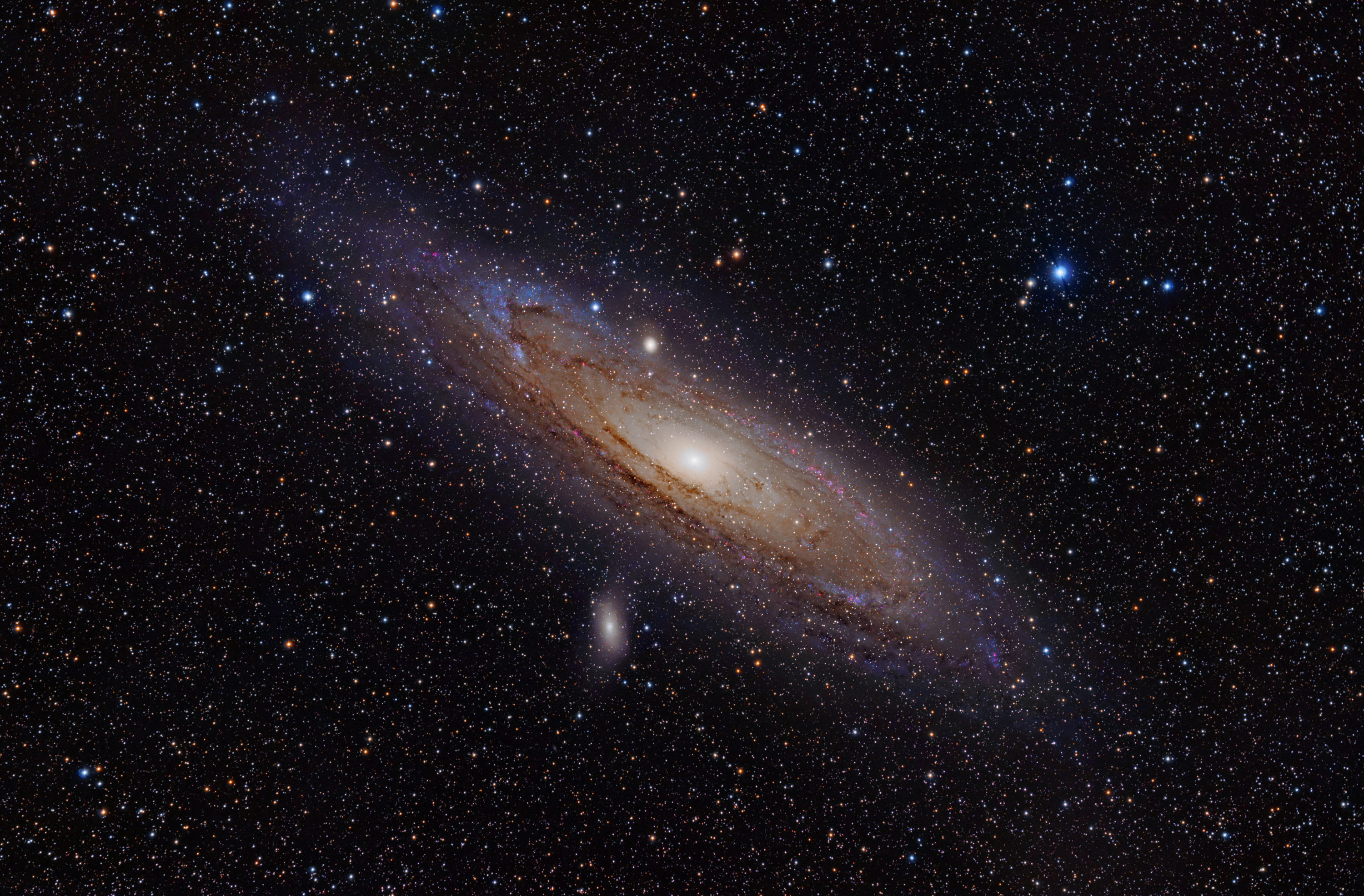
10^{12} estrellas en la Galaxia de Andrómeda

- Astronomía: la Galaxia de Andrómeda contiene alrededor de 1012 estrellas.
- Biomedicina: la superficie del cuerpo humano alberga alrededor de 1012 bacterias.[9]
- Wikipedia: 1,9786782 × 1012 (casi 2 billones) es una estimación del número total de ligas que hay en Wikipedia.
- Biología: 3 500 000 000 000 (3,5 × 1012) es la población estimada de peces en el océano.
- Matemáticas: 7 625 597 484 987 es un número que está relacionado con las potencias de 3 y que puede ser representado como {\displaystyle 19.683^{3}}, {\displaystyle 27^{9}}, {\displaystyle 3^{27}}y , {\displaystyle 3^{3^{3}}} o también, usando la notación flecha de Knuth, como {\displaystyle 3\uparrow \uparrow 3} y {\displaystyle 3\uparrow \uparrow \uparrow 2}.

## 1013
(10000000000000; diez billones)
- Matemáticas: 1013 es una aproximación del número de ceros no triviales conocidos hasta ahora de la función zeta de Riemann.[14]
- Matemáticas: desde 2013, el número de dígitos conocidos de π es 12 100 000 000 000 (1,21×1013).[15]

## 1014
(100000000000000; cien billones)

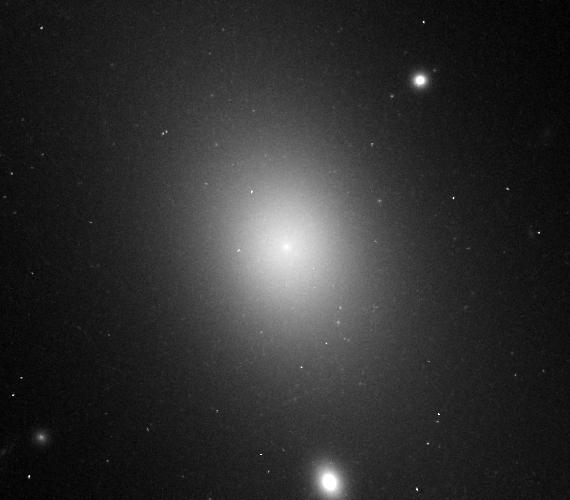
10^{14} estrellas en IC 1101

- Astronomía: IC 1101, una galaxia elíptica supergigante en el centro del cúmulo de galaxias Abell 2029, se estima que contiene aproximadamente 1014 estrellas, lo cual la hace la más grande galaxia conocida en el universo.
- Biomedicina: el cuerpo humano está compuesto por alrededor de 1014 células, de las cuales solo 1013 son humanas.[16][17] El restante 90% de células no humanas son bacterias (la mayoría de las cuales residen en el tracto gastrointestinal).
- Matemáticas: 953 467 954 114 363 es el mayor número primo de Motzkin conocido.

## 1015
(1000000000000000; 10005; mil billones)

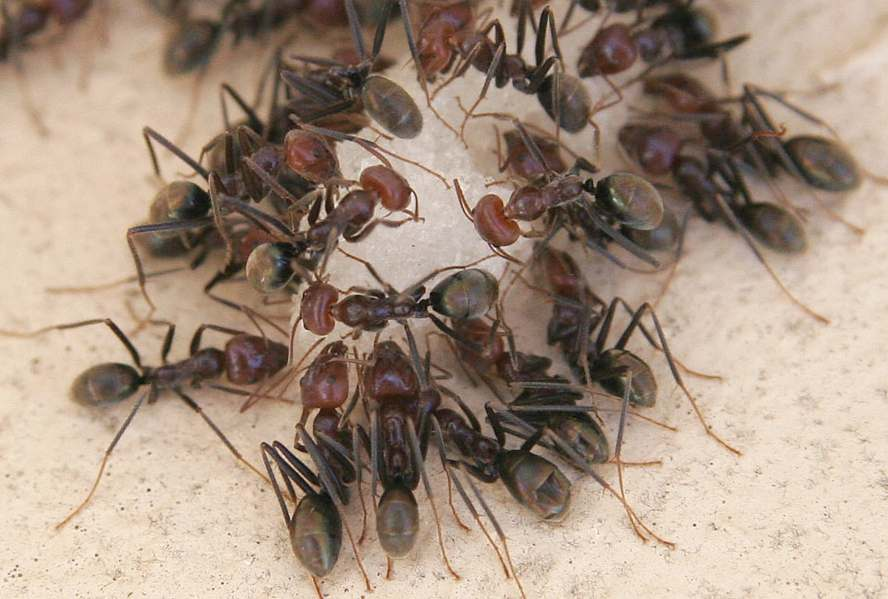
10^{15} a 10^{16} hormigas sobre la Tierra

- Biología - Insectos: 1.000.000.000.000.000 a 10.000.000.000.000.000 (1015 a 1016) – La cantidad estimada de hormigas vivas en la Tierra en cualquier momento (su biomasa es aproximadamente igual a la biomasa total de la raza humana).[18]

## 1018
(1000000000000000000; 10006; un trillón)

## 1019
(10000000000000000000; diez trillones)

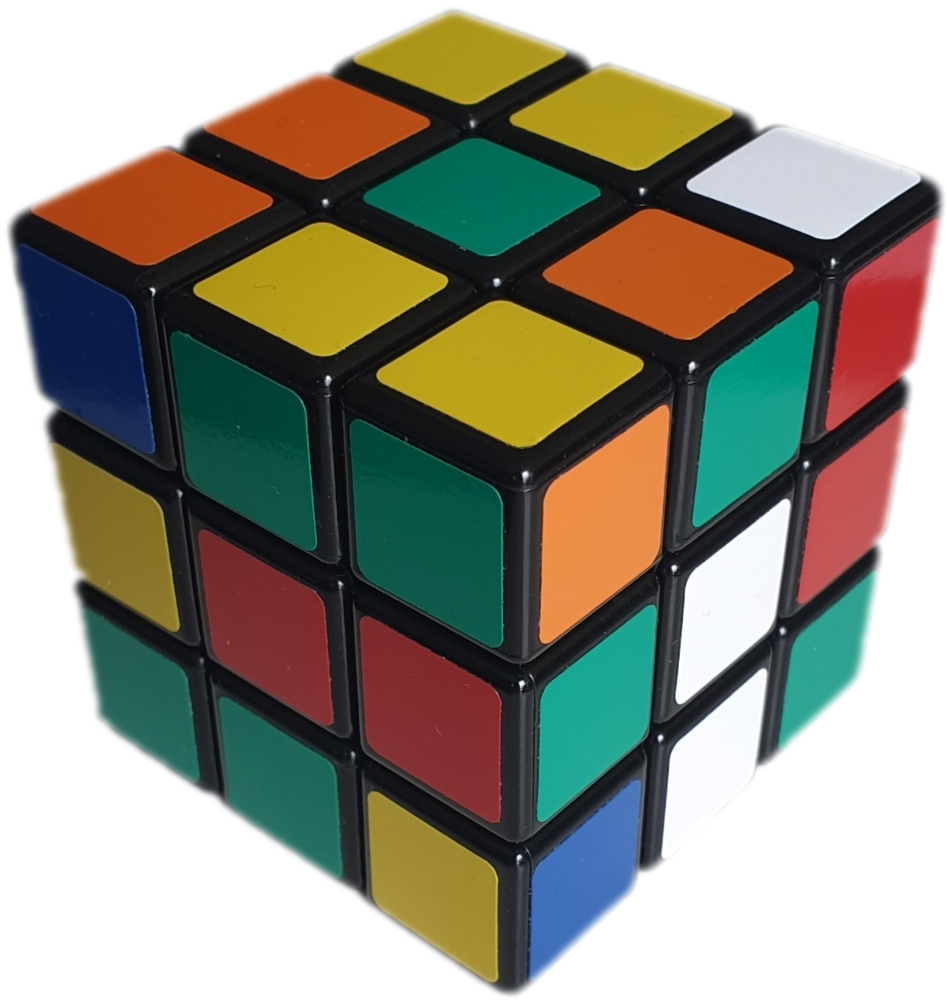
≈4,33×10^19 posiciones del Cubo de Rubik

- Matemáticas - Cubo de Rubik: Hay 43.252.003.274.489.856.000 (≈4,33×1019) posiciones diferentes de un Cubo de Rubik de 3×3×3.

## 1021
(1000000000000000000000; 10007; mil trillones)

≈6,7×10^21 grillas de sudoku

- Matemáticas - Sudoku: hay 6.670.903.752.021.072.936.960 (≈6,7×1021) grillas de sudoku de 9x9.

## 1024
(1000000000000000000000000; 10008; un cuatrillón)
El prefijo ISO y del Sistema Internacional para representar esta cantidad es: yotta- (Y)
- Matemáticas: 2 833 419 889 721 787 128 217 599 (≈2,8×1024) es un número primo de Woodall.
- Astronomía: la masa de la Tierra es, aproximadamente, 5,9722 × 1024 kg.

## 1025
(10000000000000000000000000; diez cuatrillones)
- Matemáticas: 286 = 77.371.252.455.336.267.181.195.264 es la potencia de 2 más grande conocida que no contiene ningún 0 en su representación decimal.[19]

## 1027
(1000000000000000000000000000; 10009; mil cuatrillones)
- Biología: el cuerpo humano promedio contiene aproximadamentethe 7×1027 átomos.[20]

## 1030
(1000000000000000000000000000000; 100010; un quintillón)

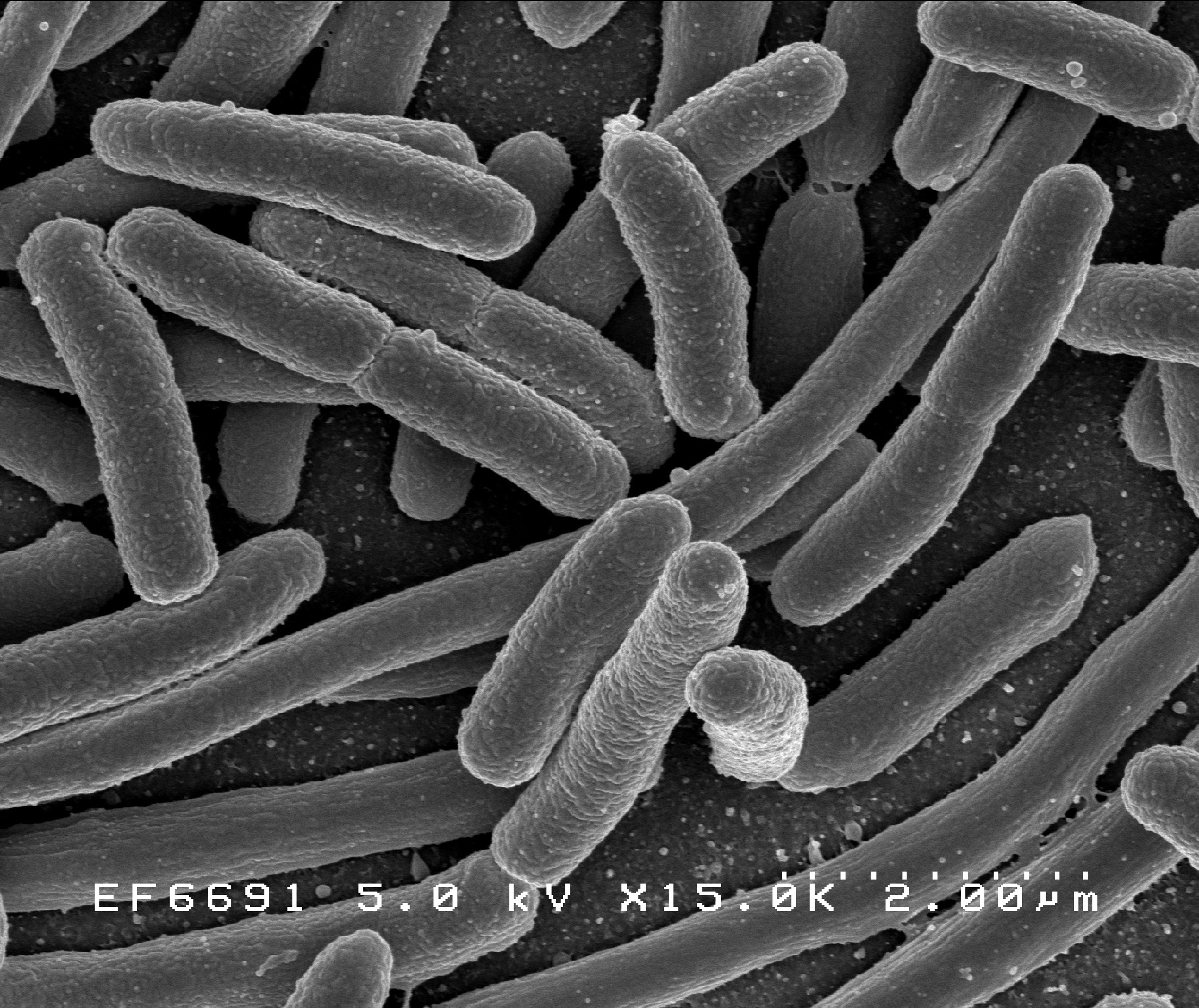
5 × 10^{30} bacterias sobre la Tierra

- Biomedicina: el número de bacterias aproximado en la Tierra es de 5 000 000 000 000 000 000 000 000 000 000 o, lo que es lo mismo, 5 × 1030.[21]

## 1031
(10000000000000000000000000000000; diez quintillones)
- Biomedicina: el número de virus aproximado en la Tierra es de 1031.
- Matemáticas: el número de particiones de 1000 es 24 061 467 864 032 622 473 692 149 727 991.[22]

## 1032
(100000000000000000000000000000000; cien quintillones)
- Matemáticas: 368 = 278.128.389.443.693.511.257.285.776.231.761 es la potencia de 3 más grande conocida que no contiene ningún 0 en su representación decimal.
- Matemáticas: 2108 = 324 518 553 658 426 726 783 156 020 576 256 es la potencia de 2 más grande conocida que no contiene ningún 9 en su representación decimal.[23]

## 1033
(1000000000000000000000000000000000; 100011; mil quintillones)

## 1034
(10000000000000000000000000000000000; diez mil quintillones)

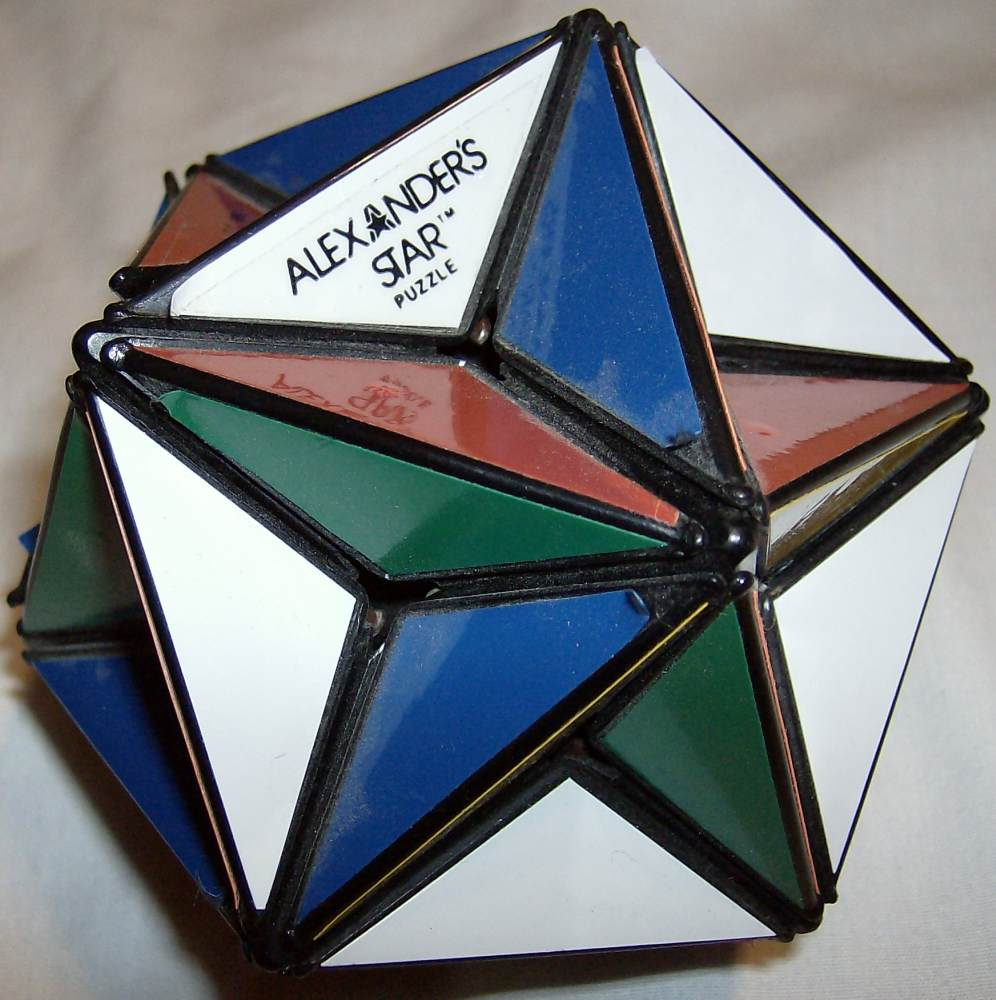
≈7,24×10^34 posiciones diferentes de la Estrella de Alexander

- Matemáticas – Estrella de Alexander: hay 72.431.714.252.715.638.411.621.302.272.000.000 (≈7,24×1034) posiciones diferentes de la Estrella de Alexander.

## 1036
(1000000000000000000000000000000000000; 100012; un sextillón)

## 1039
(1000000000000000000000000000000000000000; 100013; mil sextillones)

## 1042
(1000000000000000000000000000000000000000000; 100014; un septillón)

## 1045

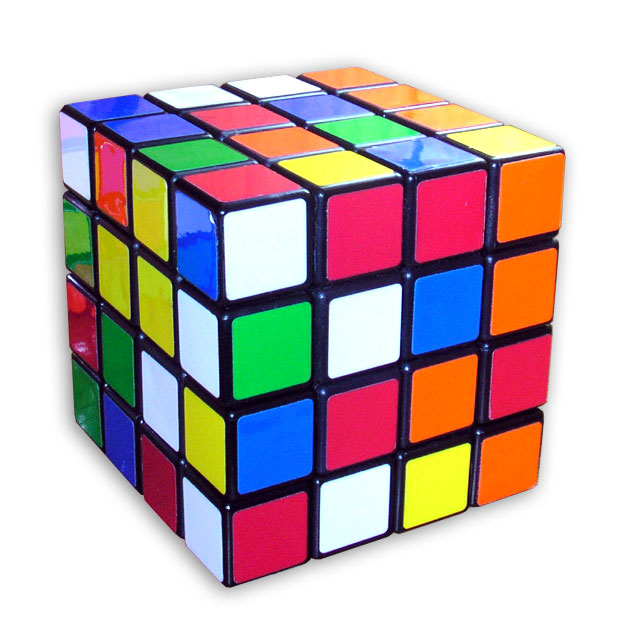
≈7,4×10^45 permutaciones en la Venganza de Rubik

(1000000000000000000000000000000000000000000000; 100015; mil septillones)
- Matemáticas - Venganza de Rubik: There are 7.401.196.841.564.901.869.874.093.974.498.574.336.000.000.000 (≈7,4×1045) permutaciones posibles para la Venganza de Rubik (Cubo de Rubik 4×4×4).

## 1046
(10000000000000000000000000000000000000000000000; 100015; diez mil septillones)

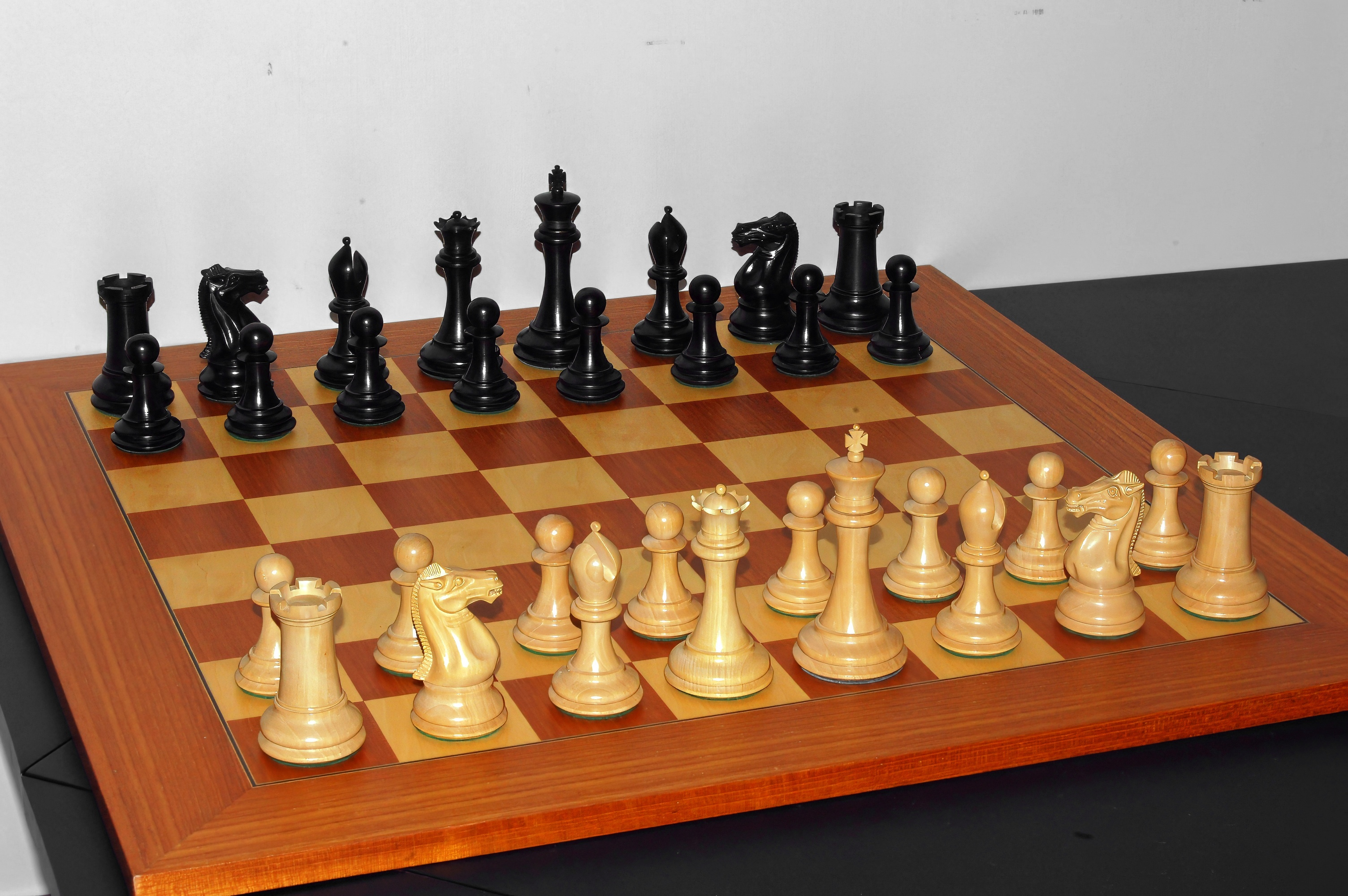
No más de 4,52×10^46 configuraciones legales en el ajedrez

- Matemáticas - Ajedrez: 4.52×1046 es una cota superior demostrada del número de posiciones legales en el ajedrez.[24]

## 1048
(1000000000000000000000000000000000000000000000000; 100016; un octillón)

## 1050
(100000000000000000000000000000000000000000000000000; cien octillones)
- Geo: 1.33×1050 es la cantidad estimada de of átomos en la Tierra.

## 1051
(1000000000000000000000000000000000000000000000000000; 100017; mil octillones)

## 1054
(1000000000000000000000000000000000000000000000000000000; 100018; un nonillón)

## 1057
(1000000000000000000000000000000000000000000000000000000000; 100019; mil nonillones)
- Criptografía: 2192 =  6.277.101.735.386.680.763.835.789.423.207.666.416.102.355.444.464.034.512.896 (6,27710174×1057), la cantidad de claves diferentes posibles en AES 192-bit (algoritmo criptográfico simétrico).

## 1060
(1000000000000000000000000000000000000000000000000000000000000; 100020; un decillón)
- Cosmología: 8×1060 es aproximadamente el número de intervalos de tiempo de Planck desde la creacón del universo en el Big Bang hace 13,799 ± 0,021 millardos de años.[25]

## 1063
(1000000000000000000000000000000000000000000000000000000000000000; 100021; mil decillones)
- Cosmología: 1×1063 es la estimación de Arquímedes' en El contador de arena del número total de granos de arena que prodrían caber en todo el cosmos, cuyo diámetro estimó en estadios al equivalente de lo que hoy llamamos 2 años luz.

## 1066
(1000000000000000000000000000000000000000000000000000000000000000000; 100022; un undecillón)

## 1067
(10000000000000000000000000000000000000000000000000000000000000000000; diez undecillones)
- Matemáticas – Cartas: 52! = 80.658.175.170.943.878.571.660.636.856.403.766.975.289.505.440.883.277.824.000.000.000.000 (≈8,07×1067) – el número de formas posibles de ordenar un mazo de 52 naipes.

## 1068
(100000000000000000000000000000000000000000000000000000000000000000000; cien undecillones)

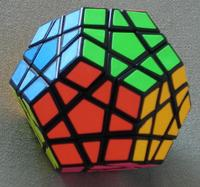
≈1,01×10^{68} posiciones en el Megaminx

- Matemáticas - Megaminx: hay ≈1,01×1068 posiciones posibles para el Megaminx.

## 1069
(1000000000000000000000000000000000000000000000000000000000000000000000; 100023; mil undecillones)

## 1072
(1000000000000000000000000000000000000000000000000000000000000000000000000; 100024; un duodecillón)

## 1074
(100000000000000000000000000000000000000000000000000000000000000000000000000; cien duodecillones)

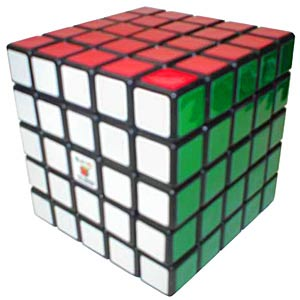
≈2,83×10^74 permutaciones en el Cubo del Profesor

- Matemáticas - Cubo del Profesor: hay 282.870.942.277.741.856.536.180.333.107.150.328.293.127.731.985.672.134.721.536.000.000.000.000.000 (≈2,83×1074) permutaciones posibles para el Cubo del Profesor (Cubo de Rubik 5×5×5).

## 1075
(1000000000000000000000000000000000000000000000000000000000000000000000000000; 100025; mil duodecillones)

## 1077
(100000000000000000000000000000000000000000000000000000000000000000000000000000; cien mil duodecillones)
- Criptografía: 2256 =  115.792.089.237.316.195.423.570.985.008.687.907.853.269.984.665.640.564.039.457.584.007.913.129.639.936 (≈1,15792089×1077), la cantidad de claves diferentes posibles en AES 256-bit (algoritmo criptográfico simétrico).

## 1078
(1000000000000000000000000000000000000000000000000000000000000000000000000000000; 100026; un tredecillón)

## 1080
(100000000000000000000000000000000000000000000000000000000000000000000000000000000; 100027; cien tredeciillones)
- Cosmología: Varias fuentes estiman que el número total de partículas elementales en el  universo observable está en el rango de 1080 a 1085.[26][27] Sin embargo, estas estimaciones se consideran generalmente como conjeturas. (Comparar con el número de Eddington, la cantidad estimada total de protones en el universo observable.)

## 1081
(1000000000000000000000000000000000000000000000000000000000000000000000000000000000; 100027; mil tredeciillones)

## 1084
(1000000000000000000000000000000000000000000000000000000000000000000000000000000000000; 100028; un cuatrodecillón)

## 1087
(1000000000000000000000000000000000000000000000000000000000000000000000000000000000000000; 100029; mil cuatrodecillones)

## 1090
(1000000000000000000000000000000000000000000000000000000000000000000000000000000000000000000; 100030; un quindecillón)

## 1093
(100000000000000000000000000000000000000000000000000000000000000000000000000000000000000000000; 100031; mil quindecillones)

## 1096
(100000000000000000000000000000000000000000000000000000000000000000000000000000000000000000000000; 100032; un sexdecillón)
- Computación: 9,999 999×1096 es igual al mayor valor que se puede representar con el formato de coma decimal flotante de precisión simple IEEE.

## 1098
(10000000000000000000000000000000000000000000000000000000000000000000000000000000000000000000000000; cien sexdecillones)
- Computación: 69! (aproximadamente 1,7112245×1098), es el mayor factorial representable en una calculadora con dos dígitos para potencias de diez sin overflow.

## 1099
(100000000000000000000000000000000000000000000000000000000000000000000000000000000000000000000000000; 100033; mil sexdecillones)

## 10100(ungúgol)
(1000000000000000000000000000000000000000000000000000000000000000000000000000000000000000000000000000; diez mil sexdecillones)

## 10102
(100000000000000000000000000000000000000000000000000000000000000000000000000000000000000000000000000000; 100034; un septendecillón)

## 10105
(100000000000000000000000000000000000000000000000000000000000000000000000000000000000000000000000000000000; 100035; mil septendecillones

## 10108
(100000000000000000000000000000000000000000000000000000000000000000000000000000000000000000000000000000000000; 100036; un octodecillón)

## 10111
(100000000000000000000000000000000000000000000000000000000000000000000000000000000000000000000000000000000000000; 100037; mil octodecillones

## 10114
(100000000000000000000000000000000000000000000000000000000000000000000000000000000000000000000000000000000000000000; 100038; un novendecillón)

## 10116
(10000000000000000000000000000000000000000000000000000000000000000000000000000000000000000000000000000000000000000000; cien novendecillones)

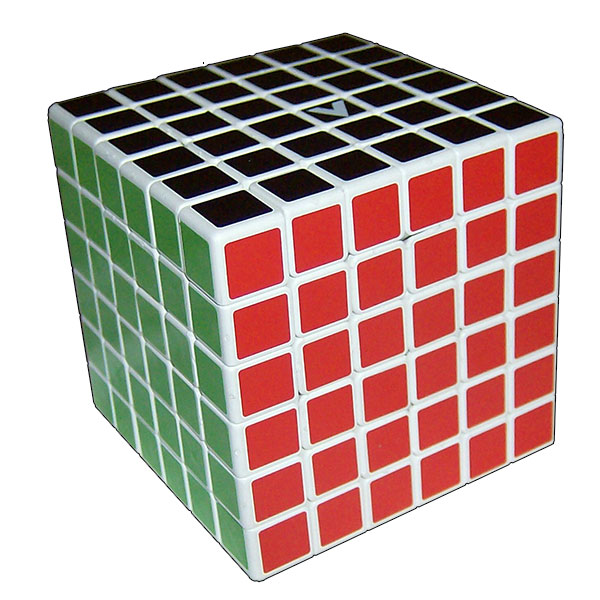
≈1,57×10^116 permutaciones distintas para el V-Cube 6

- Matemáticas - V-Cube 6: hay 157 152 858 401 024 063 281 013 959 519 483 771 508 510 790 313 968 742 344 694 684 829 502 629 887 168 573 442 107 637 760 000 000 000 000 000 000 000 000 (≈1,57×10116) permutaciones distintas en el Cubo de Rubik de 6x6x6 (V-Cube 6).

## 10117
(100000000000000000000000000000000000000000000000000000000000000000000000000000000000000000000000000000000000000000000; 100039; mil novendecillones

## 10120
(100000000000000000000000000000000000000000000000000000000000000000000000000000000000000000000000000000000000000000000000; 100040; un vigintillón)
- Ajedrez: el número de Shannon, 10120, es una estimación del número total de partidas diferentes que se pueden jugar en ajedrez.
- Física: 8×10120, es la relación entre la masa-energía en el universo observable y la energía de un fotón con la longitud de onda del tamaño del universo observable.

## 10123
(100000000000000000000000000000000000000000000000000000000000000000000000000000000000000000000000000000000000000000000000000; 100041; mil vigintillones)

## 10140
- Religión: el Asaṃkhyeya es un número budista, 10140. Metafóricamente significa "innumerable" en la lengua Sánscrita de la Antigua India.

## 10150
- Xiangqi: 10150, una estimación del número total de partidas del juego xiangqi.

## 10160

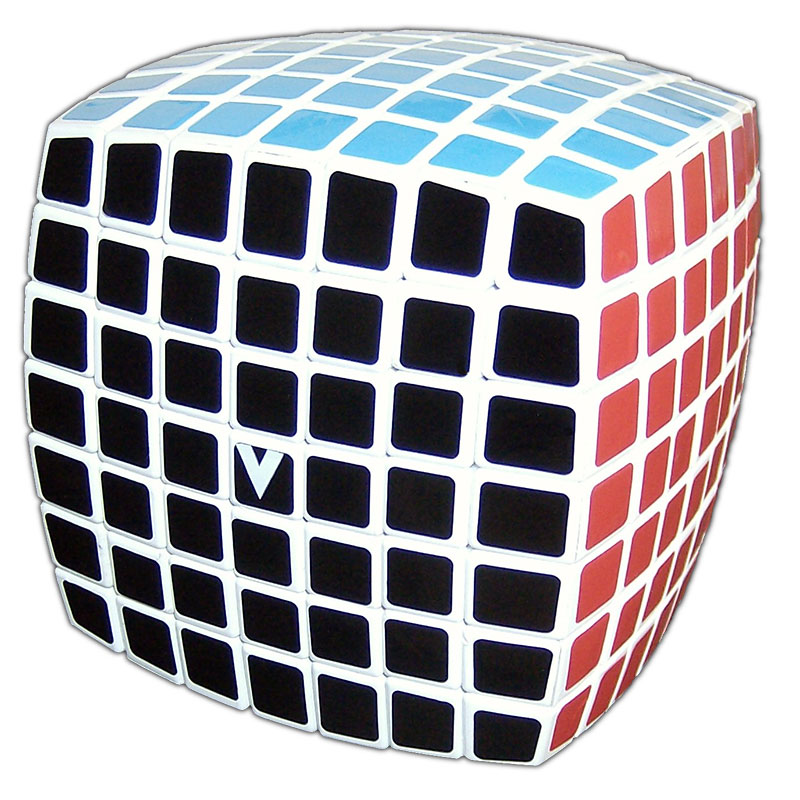
≈1,95 ×10^160 permutaciones distintas del V-Cube 7

- Matemáticas: hay 19 500 551 183 731 307 835 329 126 754 019 748 794 904 992 692 043 434 567 152 132 912 323 232 706 135 469 180 065 278 712 755 853 360 682 328 551 719 137 311 299 993 600 000 000 000 000 000 000 000 000 000 000 000 (≈1,95 ×10160) permutaciones distintas del Cubo de Rubik de 7x7x7 (V-Cube 7).

## De 10170a 101000

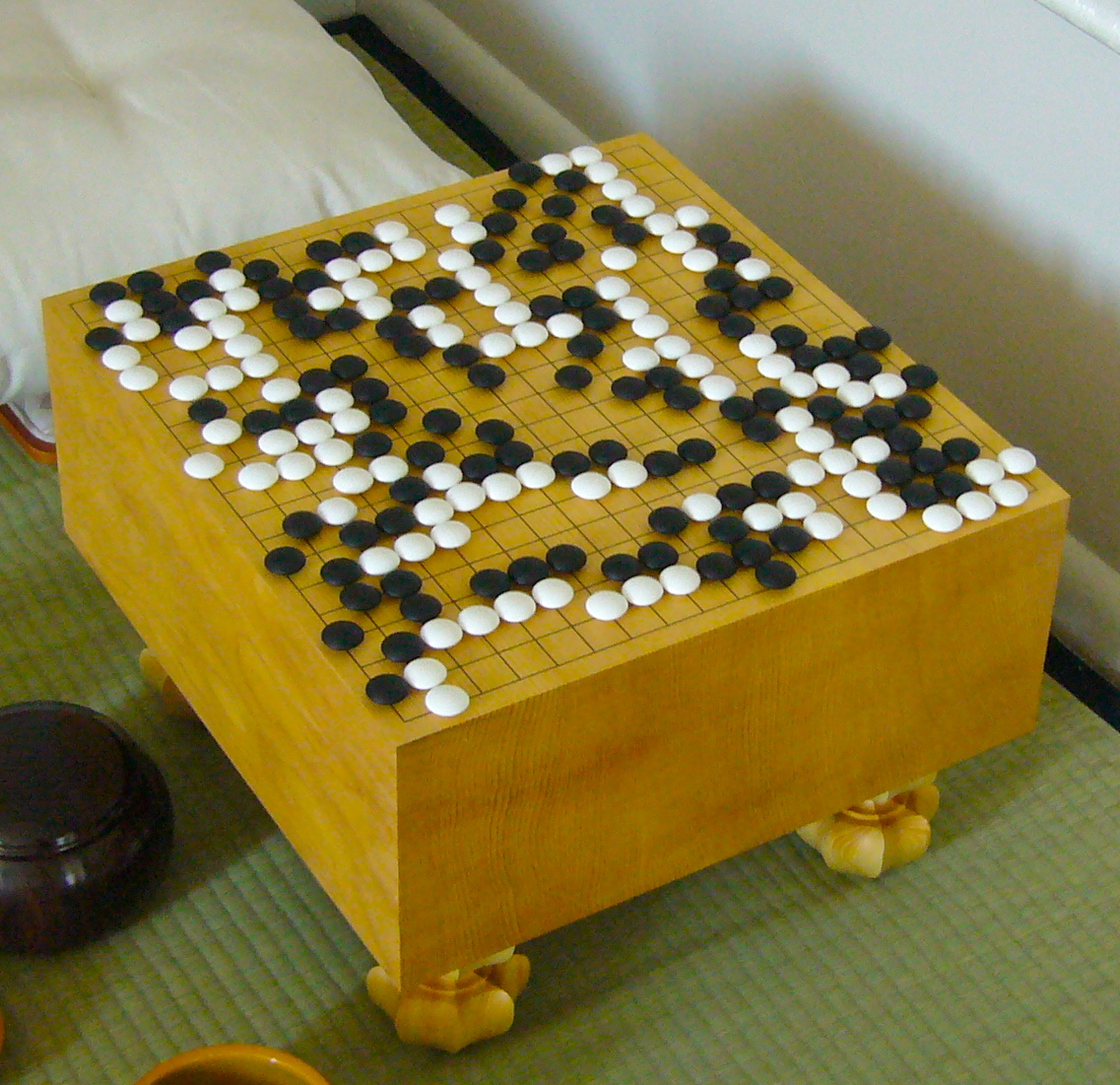
Aproximadamente 2,08×10^170 configuraciones legales en el Go

- Go: hay 208 168 199 381 979 984 699 478 633 344 862 770 286 522 453 884 530 548 425 639 456 820 927 419 612 738 015 378 525 648 451 698 519 643 907 259 916 015 628 128 546 089 888 314 427 129 715 319 317 557 736 620 397 247 064 840 935 (≈2,08×10170) configuraciones legales en el Go.
- Juegos de mesa: 3,457×10181, es el número de maneras distintas en que se pueden distribuir las fichas de Scrabble en un tablero estándar de 15x15.
- Física: 4×10185, número aproximado de volúmenes de Planck observables en el universo.
- Física: 6,84×10245, número aproximado de unidades de Planck que hayan existido jamás en el universo observable.[28]
- Computación: 1,797 693 134 862 315 7×10308 es aproximadamente igual al mayor valor que se puede representar con el formato de coma flotante de precisión doble IEEE.
- Go: 10365, una estimación del número total de partidas del juego Go.
- Computación: (10 - 10−15)×10384 es igual al mayor valor que se puede representar con el formato de coma decimal flotante de precisión doble IEEE.

## De 101000a 1010100(un gúgolplex)
- Matemáticas: hay 66,909 260 871×101083 permutaciones distintas en el Cubo de Rubik más grande del mundo (17x17x17).
- Computación: 1,189 731 495 357 231 765 05×104932 es aproximadamente igual al mayor valor que se puede representar con el formato de coma flotante de 80-bit x86 de extensión doble IEEE.
- Computación: 1,189 731 495 357 231 765 085 759 326 628 007 0×104932 es aproximadamente igual al mayor valor que se puede representar con el formato de coma flotante de precision cuádruple IEEE.
- Computación: (10 - 10−33)×106144 es aproximadamente igual al mayor valor que se puede representar con el the IEEE decimal128 floating-point format.
- Computación: 1010.000 − 1 es igual al mayor valor que se puede representar en la calculadora de un móvil Windows.
- Matemáticas: 26384405 + 44052638 es un número primo de Leyland, con 15.071 dígitos; el mayor que haya sido comprobado.[29]
- Matemáticas: 3.756.801.695.685 × 2666.669 ± 1 son dos números primos gemelos, con 200.700 dígitos, los mayores conocidos hasta ahora.[30]
- Matemáticas: 18.543.637.900.515 × 2666.667 − 1 es un número primo de Sophie Germain, con 200.701 dígitos, el mayor conocido hasta ahora.[31]
- Matemáticas: aproximadamente 7,76 · 10206.544 res (ganado) es el rebaño más pequeño que satisface las condiciones del Problema del ganado de Arquímedes.
- Matemáticas: 10290.253 - 2 × 10145.126 + 1 es un número primo palíndromo, con 290.253 dígitos, el mayor conocido hasta ahora.[32]
- Matemáticas: 1,098,133# - 1 es un número primo primorial, con 476.311 dígitos, el mayor conocido hasta ahora.[33]
- Matemáticas: 150.209! + 1 es un número primo factorial, con 712.355 dígitos, el mayor conocido hasta ahora.[34]
- Matemáticas - Literatura: la obra Biblioteca de Babel de Jorge Luis Borges contiene como mínimo {\displaystyle 25^{1.312.000}\approx 1.956\times 10^{1.834.097}} libros.[35]
- Matemáticas: 475.856524.288 + 1 es un número primo generalizado de Fermat, con 2.976.633 dígitos, el mayor conocido hasta ahora.[36]
- Matemáticas: 19.249 × 213.018.586 + 1 es un número primo de Poth, con 3.918.990 dígitos, el mayor número primo de Poth[37] y no número primo de Mersenne conocido hasta ahora.[38]

Crecimiento del mayor número primo conocido

- Matemáticas: 274.207.281 − 1 es un número primo de Mersenne, con 22.338.618 dígitos, es el mayor número primo de cualquier tipo conocido hasta ahora.[38]
- Matemáticas: 274.207.280 × (274.207.281 − 1) es un número perfecto, con 44.677.235 dígitos, el mayor conocido hasta 2016.[39]
- Matemáticas - Literatura: 1080.000.000.000.000.000, mayor número nombrado en la obra El contador de arena de Arquímedes.
- Matemáticas: 10googol ({\displaystyle 10^{10^{100}}}), un gúgolplex.